# 拉尔马尔查
拉尔马尔查，是西班牙卡斯蒂利亚-拉曼恰昆卡省的一个市镇。总面积64平方公里，总人口592人（2001年），人口密度9人/平方公里。